# The Voice Kids (6.ª temporada)
A sexta temporada do The Voice Kids, transmitida pela TV Globo, é a versão infantil do talent show brasileiro The Voice Brasil. Foi exibida entre 6 de junho e 26 de setembro de 2021. A temporada tem a apresentação de Márcio Garcia, substituindo André Marques, que deixou o programa para assumir a nova edição de No Limite e Thalita Rebouças (nos bastidores). Também conta com Carlinhos Brown, Michel Teló e Gaby Amarantos – no lugar de Simone & Simária e Cláudia Leitte – como técnicos.
Na final do programa, ficaram Gustavo Bardim (Time Michél Teló), Helloysa do Pandeiro (Time Carlinhos Brown) e Izabelle Ribeiro (Time Gaby Amarantos). O catarinense Gustavo Bardim, do time de Michél Teló, venceu a temporada com 65,38% dos votos.

## Técnicos e apresentadores
Na sexta temporada do reality, Carlinhos Brown retorna como técnico, enquanto Michel Teló e Gaby Amarantos substituem Claudia Leitte e Simone & Simaria. Já a apresentação fica sob o comando de Márcio Garcia, no lugar André Marques, que sai do programa e vai apresentar o No Limite. Thalita Rebouças segue nos bastidores do reality.

## Episódios

### Episódio 1: Audições às Cegas, Parte 1 (6 de junho de 2021)
Legenda
Perfomances:
- "Magamalabares" — Carlinhos Brown, Michel Teló e Gaby Amarantos

| Ordem | Competidor          | Idade | Cidade             | Canção                         | Escolha dos técnicos e competidores | Escolha dos técnicos e competidores | Escolha dos técnicos e competidores |
| Ordem | Competidor          | Idade | Cidade             | Canção                         | Teló                                | Gaby                                | Brown                               |
| ----- | ------------------- | ----- | ------------------ | ------------------------------ | ----------------------------------- | ----------------------------------- | ----------------------------------- |
| 1     | Sofia Farah         | 9     | Rio das Ostras, RJ | "Mercedes Benz"                | ✔                                   | ✔                                   | ✔                                   |
| 2     | Edu Lima Sanfoneiro | 13    | Craíbas, AL        | "Verdadeiro Amor"              | ✔                                   | ✔                                   | —                                   |
| 3     | Rafaela Carrer      | 10    | Piratininga, SP    | "Girl on Fire"                 | ✔                                   | ✔                                   | ✔                                   |
| 4     | João Vitor Kindel   | 14    | Taió, SC           | "A Whole New World"            | —                                   | —                                   | ✔                                   |
| 5     | Anna Clara Dias     | 12    | João Pessoa, PB    | "No Dia em Que eu Saí de Casa" | ✔                                   | ✔                                   | ✔                                   |
| 6     | Bia Miranda         | 13    | Niterói, RJ        | "Tristeza"                     | —                                   | ✔                                   | ✔                                   |
| 7     | Sarah Justus        | 14    | Curitiba, PR       | "Somebody to Love"             | —                                   | —                                   | —                                   |
| 8     | Raissa Diniz        | 14    | Funilândia, MG     | "Tijolinho por Tijolinho"      | ✔                                   | ✔                                   | —                                   |
| 9     | Kaori Yokota        | 9     | Araçatuba, SP      | "You Raise Me Up"              | ✔                                   | ✔                                   | ✔                                   |

### Episódio 2: Audições às Cegas, Parte 2 (13 de junho de 2021)
| Ordem | Competidor       | Idade | Cidade            | Canção               | Escolha dos técnicos e competidores | Escolha dos técnicos e competidores | Escolha dos técnicos e competidores |
| Ordem | Competidor       | Idade | Cidade            | Canção               | Teló                                | Gaby                                | Brown                               |
| ----- | ---------------- | ----- | ----------------- | -------------------- | ----------------------------------- | ----------------------------------- | ----------------------------------- |
| 1     | Valentina Corrêa | 9     | Porto Alegre, RS  | "Shake it Off"       | ✔                                   | ✔                                   | —                                   |
| 2     | Bia Gurgel       | 14    | Mossoró, RN       | "Como Nossos Pais"   | ✔                                   | ✔                                   | ✔                                   |
| 3     | Luna Mattos      | 9     | Santos, SP        | "A Lenda"            | —                                   | —                                   | ✔                                   |
| 4     | Clara Dantas     | 13    | João Pessoa, PB   | "Elastic Heart"      | ✔                                   | ✔                                   | ✔                                   |
| 5     | Bryan Ferreira   | 10    | Nova Friburgo, RJ | "Cowboy Fora da Lei" | ✔                                   | —                                   | ✔                                   |
| 6     | Gustavo Bardim   | 11    | Guaramirim, SC    | "Vida Vazia"         | ✔                                   | ✔                                   | —                                   |
| 7     | Vitória Heck     | 11    | Porto Alegre, RS  | "Manhãs de Setembro" | —                                   | —                                   | —                                   |
| 8     | Isadora Lázaro   | 13    | Itanhaém, SP      | "Estrada do Sol"     | ✔                                   | ✔                                   | ✔                                   |
| 9     | Luisa Simões     | 10    | Campo Mourão, PR  | "Falsa Baiana"       | —                                   | ✔                                   | —                                   |
| 10    | Davi Lucas       | 10    | Manaus, AM        | "Into the Unknown"   | ✔                                   | ✔                                   | ✔                                   |

### Episódio 3: Audições às Cegas, Parte 3 (20 de junho de 2021)
Performances:
- "Pra ouvir no Fone" — Michél Teló

| Ordem | Competidor        | Idade | Cidade              | Canção                  | Escolha dos técnicos e competidores | Escolha dos técnicos e competidores | Escolha dos técnicos e competidores |
| Ordem | Competidor        | Idade | Cidade              | Canção                  | Teló                                | Gaby                                | Brown                               |
| ----- | ----------------- | ----- | ------------------- | ----------------------- | ----------------------------------- | ----------------------------------- | ----------------------------------- |
| 1     | Laís Menezes      | 11    | João Pessoa, PB     | "Feira De Mangaio"      | ✔                                   | ✔                                   | ✔                                   |
| 2     | Evellyn Katzer    | 12    | Camaquã, RS         | "Casinha Branca"        | —                                   | ✔                                   | —                                   |
| 3     | Elis Cristine     | 10    | Sete Lagoas, MG     | "Sampa"                 | —                                   | ✔                                   | ✔                                   |
| 4     | Clarah Passos     | 12    | São Paulo, SP       | "Ben"                   | ✔                                   | ✔                                   | ✔                                   |
| 5     | Jhonny Diniz      | 12    | Princesa Isabel, PB | "Algo Mais (Amante)"    | —                                   | ✔                                   | —                                   |
| 6     | Henrique Bonadio  | 13    | Vinhedo, SP         | "Patience"              | ✔                                   | ✔                                   | ✔                                   |
| 7     | Mirella Vallandro | 13    | Votorantim, SP      | "Oração"                | —                                   | —                                   | ✔                                   |
| 8     | Elana Rei         | 13    | Rio Negrinho, SC    | "Eu Vou Seguir (Reach)" | —                                   | ✔                                   | ✔                                   |
| 9     | Isa Luz           | 13    | Teresina, PI        | "Tiro ao Álvaro"        | ✔                                   | ✔                                   | ✔                                   |

### Episódio 4: Audições às Cegas, Parte 4 (27 de junho de 2021)
| Ordem | Competidor            | Idade | Cidade                    | Canção                          | Escolha dos técnicos e competidores | Escolha dos técnicos e competidores | Escolha dos técnicos e competidores |
| Ordem | Competidor            | Idade | Cidade                    | Canção                          | Teló                                | Gaby                                | Brown                               |
| ----- | --------------------- | ----- | ------------------------- | ------------------------------- | ----------------------------------- | ----------------------------------- | ----------------------------------- |
| 1     | Paulinho Arretado     | 9     | Recife, PE                | "No Rancho Fundo"               | ✔                                   | —                                   | ✔                                   |
| 2     | Bel Moura             | 12    | Guarabira, PB             | "Anjo Querubim"                 | —                                   | ✔                                   | —                                   |
| 3     | Luiza Andrade         | 13    | Candelária, RS            | "Mudei"                         | ✔                                   | ✔                                   | ✔                                   |
| 4     | Alice Braga           | 13    | Niterói, RJ               | "Sangrando"                     | —                                   | ✔                                   | ✔                                   |
| 5     | Marina Duarte         | 11    | Sapucaia do Sul, RS       | "Dancin' Days"                  | —                                   | ✔                                   | —                                   |
| 6     | Luci Hofs             | 12    | Balneário Camboriú, SC    | "Mercy"                         | ✔                                   | ✔                                   | —                                   |
| 7     | Allonso Pieroni       | 14    | Jacutinga, MG             | "Ainda ontem chorei de saudade" | —                                   | ✔                                   | ✔                                   |
| 8     | Anny Bertholini       | 11    | São José dos Campos, SP   | "Home"                          | —                                   | —                                   | —                                   |
| 9     | Bianca Alves          | 14    | Catanduvas, PR            | "Coração Bandido"               | ✔                                   | ✔                                   | ✔                                   |
| 10    | Ana Carolina Floriano | 13    | São Bernardo do Campo, SP | "Casa no Campo"                 | —                                   | ✔                                   | —                                   |
| 11    | Lorena França         | 10    | Maceió, AL                | "Riacho do Navio"               | —                                   | —                                   | ✔                                   |

### Episódio 5: Audições às Cegas, Parte 5 (4 de julho de 2021)
Performances:
- "Chuva" — Gaby Amarantos

| Ordem | Competidor         | Idade | Cidade              | Canção                                     | Escolha dos técnicos e competidores | Escolha dos técnicos e competidores | Escolha dos técnicos e competidores |
| Ordem | Competidor         | Idade | Cidade              | Canção                                     | Teló                                | Gaby                                | Brown                               |
| ----- | ------------------ | ----- | ------------------- | ------------------------------------------ | ----------------------------------- | ----------------------------------- | ----------------------------------- |
| 1     | Maria Victória     | 12    | Alto Piquiri, PR    | "Canarinho Prisioneiro"                    | ✔                                   | ✔                                   | ✔                                   |
| 2     | Sophia Lara        | 10    | Miranda, MS         | "Cobaia"                                   | —                                   | ✔                                   | ✔                                   |
| 3     | Mari Gonçalves     | 11    | Belo Horizonte, MG  | "Single Ladies (Put a ring on it)"         | —                                   | ✔                                   | —                                   |
| 4     | Pietro Rios        | 11    | Tiradentes, MG      | "Eu só penso em você (Alwways in my mind)" | ✔                                   | ✔                                   | ✔                                   |
| 5     | Anabella Moura     | 11    | Belém, PA           | "Pupila"                                   | —                                   | —                                   | ✔                                   |
| 6     | Izadora Rodrigues  | 10    | Teodoro Sampaio, SP | "Meu Violão e o Nosso Cachorro"            | —                                   | ✔                                   | —                                   |
| 7     | Kamilly            | 11    | Caxias, MA          | "Coisa Linda"                              | —                                   | —                                   | —                                   |
| 8     | Sofia Cardoso      | 10    | Cascavel, CE        | "Uni-Duni-Tê"                              | ✔                                   | —                                   | ✔                                   |
| 9     | Ruany Keviny       | 14    | Rio Real, BA        | "Supera"                                   | —                                   | ✔                                   | —                                   |
| 10    | Maria Alice Xavier | 12    | Salvador, BA        | "Gelo"                                     | —                                   | ✔                                   | ✔                                   |

### Episódio 6: Audições às Cegas, Parte 6 (11 de julho de 2021)
| Ordem | Competidor           | Idade | Cidade                  | Canção                   | Escolha dos técnicos e competidores | Escolha dos técnicos e competidores | Escolha dos técnicos e competidores |
| Ordem | Competidor           | Idade | Cidade                  | Canção                   | Teló                                | Gaby                                | Brown                               |
| ----- | -------------------- | ----- | ----------------------- | ------------------------ | ----------------------------------- | ----------------------------------- | ----------------------------------- |
| 1     | Helloysa do Pandeiro | 14    | Areia, PB               | "O Canto da Ema"         | —                                   | ✔                                   | ✔                                   |
| 2     | Helena Bemelmans     | 13    | São Paulo, SP           | "O Pato"                 | —                                   | ✔                                   | —                                   |
| 3     | Lipe Araújo          | 13    | Charqueadas, RS         | "Amor Maior"             | ✔                                   | —                                   | —                                   |
| 4     | Manu Ferraz          | 11    | Santa Maria, RS         | "Evidências"             | ✔                                   | ✔                                   | ✔                                   |
| 5     | Bia Dourado          | 11    | Belém, PA               | "Someone You Loved"      | —                                   | ✔                                   | —                                   |
| 6     | Mariane Reis         | 13    | Socorro, SP             | "Seio de Minas"          | —                                   | ✔                                   | ✔                                   |
| 7     | Gyovanna Antunes     | 13    | Juazeiro, BA            | "Conto de Areia"         | —                                   | —                                   | ✔                                   |
| 8     | Bryan Teles          | 12    | Vargeão, SC             | "Será Que Foi Saudade"   | ✔                                   | ✔                                   | ✔                                   |
| 9     | Lua Brunetti         | 13    | Florianópolis, SC       | "Esse Tal De Rock Enrow" | —                                   | ✔                                   | —                                   |
| 10    | Isabely Sampaio      | 13    | Conceição de Macabu, RJ | "Chega de Saudade"       | ✔                                   | ✔                                   | ✔                                   |

### Episódio 7: Audições às Cegas, Parte 7 (18 de julho de 2021)
Performances:
- "Muito obrigado, Axé!" — Carlinhos Brown

| Ordem | Competidor     | Idade | Cidade               | Canção                      | Escolha dos técnicos e competidores | Escolha dos técnicos e competidores | Escolha dos técnicos e competidores |
| Ordem | Competidor     | Idade | Cidade               | Canção                      | Teló                                | Gaby                                | Brown                               |
| ----- | -------------- | ----- | -------------------- | --------------------------- | ----------------------------------- | ----------------------------------- | ----------------------------------- |
| 1     | Clara Cintra   | 14    | Itaparica, BA        | "Açaí"                      | —                                   | ✔                                   | —                                   |
| 2     | Bruna Stavale  | 14    | Rio de Janeiro, RJ   | "When I was your man"       | ✔                                   | ✔                                   | ✔                                   |
| 3     | Mel            | 11    | Feira de Santana, BA | "Perfeitinha"               | ✔                                   | —                                   | —                                   |
| 4     | Luana Mello    | 13    | São Paulo, SP        | "Total Eclipe of the Heart" | —                                   | ✔                                   | ✔                                   |
| 5     | Pedro Pires    | 12    | Volta Redonda, RJ    | "Ai, Amor"                  | —                                   | —                                   | ✔                                   |
| 6     | Nicole Falcão  | 11    | Vitória, ES          | "Perfect"                   | ✔                                   | ✔                                   | ✔                                   |
| 7     | Isis Lisboa    | 11    | Montes Claros, MG    | "Jura Juradinho"            | —                                   | —                                   | —                                   |
| 8     | Thiago Mendes  | 13    | Betim, MG            | "Fogão de Lenha"            | ✔                                   | ✔                                   | ✔                                   |
| 9     | Rafa Chagas    | 14    | Formiga, MG          | "Simples e Romântico"       | —                                   | ✔                                   | —                                   |
| 10    | Rayssa Rafaela | 12    | Araucária, PR        | "Minha Felicidade"          | ✔                                   | ✔                                   | ✔                                   |

### Episódio 8: Audições às Cegas, Parte 8 (25 de julho de 2021)
Nesta temporada aconteceu de todos os times se preencherem antes da última voz, a participante Júlia Antonini, se apresentar. Por conta disso, o técnico Michel Teló ficou com 25 vozes em seu time.
| Ordem | Competidor          | Idade | Cidade                             | Canção                                       | Escolha dos técnicos e competidores | Escolha dos técnicos e competidores | Escolha dos técnicos e competidores |
| Ordem | Competidor          | Idade | Cidade                             | Canção                                       | Teló                                | Gaby                                | Brown                               |
| ----- | ------------------- | ----- | ---------------------------------- | -------------------------------------------- | ----------------------------------- | ----------------------------------- | ----------------------------------- |
| 1     | João Arthur Brum    | 10    | Três Rios, RJ                      | "Cores do Vento (Colors of The Wind)"        | ✔                                   | ✔                                   | ✔                                   |
| 2     | Camilla Souto       | 14    | São Sebastião de Lagoa de Roça, PB | "Dois Corações"                              | —                                   | —                                   | ✔                                   |
| 3     | Brenda Tesseroli    | 14    | Palmas, PR                         | "Morena"                                     | ✔                                   | ✔                                   | ✔                                   |
| 4     | Isa Beraldo         | 12    | Piumhi, MG                         | "Wave"                                       | —                                   | —                                   | —                                   |
| 5     | Izabelle Ribeiro    | 14    | Manaus, AM                         | "A Bela e a Fera (The Beauty and the Beast)" | ✔                                   | ✔                                   | ✔                                   |
| 6     | Babi Mello          | 12    | Franca, SP                         | "Céu Azul"                                   | —                                   | ✔                                   | —                                   |
| 7     | Heryene             | 10    | Perdões, MG                        | "Havana"                                     | —                                   | ✔                                   | ✔                                   |
| 8     | Maria Alice Martins | 11    | Araxá, MG                          | "This is Me"                                 | ✔                                   | ✔                                   | —                                   |
| 9     | Nicoly Lima         | 14    | Jaú, SP                            | "Força Estranha"                             | —                                   | ✔                                   | —                                   |
| 10    | Júlia Antonini      | 13    | Palmeira das Missões, RS           | "Love of My Life"                            | ✔                                   | ✔                                   | ✔                                   |

### Episódios 9 a 12: Batalhas (1 a 22 de agosto de 2021)
Os técnicos dividem seus times em trios e, de cada trio, que canta uma mesma música, escolhem apenas uma voz para continuar no programa, enquanto dois participantes são eliminados. Restam oito vozes em cada time ao final dessa fase.
Por conta da voz extra que entrou no Time Teló, na fase anterior, uma das batalhas desta temporada aconteceu com quatro vozes se apresentando. Porém, com apenas um vencedor.
- Performances
  - "Ex My Love", Gaby Amarantos e Carlinhos Brown
  - "O Menino da Porteira", Michel Teló e Carlinhos Brown
  - "A Vida do Viajante", Gaby Amarantos e Michel Teló
  - "Esperando na Janela", Gaby Amarantos, Carlinhos Brown e Michel Teló

| Episódio | Técnico         | Ordem | Vencedor(es)         | Canção                            | Eliminados            | Eliminados       |
| -------- | --------------- | ----- | -------------------- | --------------------------------- | --------------------- | ---------------- |
| 9        | Gaby Amarantos  | 1     | Lua Brunetti         | "Levitating"                      | Clara Dantas          | Luci Hofs        |
| 9        | Carlinhos Brown | 2     | Lorena França        | "Anunciação"                      | Sophia Lara           | Anabella Moura   |
| 9        | Michel Teló     | 3     | Gustavo Bardim       | "Você vai ver"                    | Thiago Mendes         | Bryan Teles      |
| 9        | Gaby Amarantos  | 4     | Clara Cintra         | "Ando Meio Desligado"             | Mariane Reis          | Marina Duarte    |
| 9        | Michel Teló     | 5     | Ana Clara Dias       | "A Thousand Years"                | Davi Lucas            | Bruna Stavale    |
| 9        | Carlinhos Brown | 6     | Maria Alice Xavier   | "Sina"                            | Sofia Cardoso         | Luna Mattos      |
|          |                 |       |                      |                                   |                       |                  |
| 10       | Carlinhos Brown | 1     | Sofia Farah          | "Let it Be"                       | Kaori Yokota          | Alice Braga      |
| 10       | Michel Teló     | 2     | Manu Ferraz          | "Tristeza do Jeca                 | João Arthur Brum      | Lipe Araújo      |
| 10       | Gaby Amarantos  | 3     | Mari Gonçalves       | "Dance Monkey"                    | Bia Miranda           | Bia Dourado      |
| 10       | Michel Teló     | 4     | Laís Menezes         | "Trevo (Tu)"                      | Rafaela Carrer        | Valentina Corrêa |
| 10       | Carlinhos Brown | 5     | Isabelly Sampaio     | "Garota de Ipanema"               | Isadora Lázaro        | Bia Gurgel       |
| 10       | Gaby Amarantos  | 6     | Ruany Keven          | "Espumas ao Vento"                | Edu Lima Sanfoneiro   | Jhonny Diniz     |
|          |                 |       |                      |                                   |                       |                  |
| 11       | Michél Teló     | 1     | Paulinho Arretado    | "Não Aprendi a Dizer Adeus"       | Bryan Ferreira        | Pietro Rios      |
| 11       | Gaby Amarantos  | 2     | Nicoly Lima          | "Estúpido Cupido"                 | Helena Bemelmans      | Rafa Chagas      |
| 11       | Carlinhos Brown | 3     | João Vitor Kindel    | "(I've Had) The Time of My Life"  | Mirella Vallandro     | Nicole Falcão    |
| 11       | Michél Teló     | 4     | Maria Victória       | "Tudo Que Você Quiser"            | Raissa Diniz          | Brenda Tesseroli |
| 11       | Gaby Amarantos  | 5     | Izadora Rodrigues    | "Tropicana"                       | Bel Moura             | Luisa Simões     |
| 11       | Carlinhos Brown | 6     | Elis Cristine        | "João e Maria"                    | Heryene               | Rayssa Rafaela   |
|          |                 |       |                      |                                   |                       |                  |
| 12       | Michél Teló     | 1     | Bianca Alves         | "Facas"                           | Mel                   | Luiza Andrade    |
| 12       | Carlinhos Brown | 2     | Allonso Pieroni      | "Negro Gato"                      | Pedro Pires           | Isa Luz          |
| 12       | Carlinhos Brown | 3     | Helloysa do Pandeiro | "Peça Felicidade"                 | Gyovanna Antunes      | Camilla Souto    |
| 12       | Gaby Amarantos  | 4     | Izabelle Ribeiro     | "Se Eu Não Te Amasse Tanto Assim" | Luana Mello           | Elana Rei        |
| 12       | Gaby Amarantos  | 5     | Evellyn Katzer       | "Não vá embora"                   | Ana Carolina Floriano | Babi Mello       |
| 12       | Michél Teló     | 6     | Henrique Bonadio     | "Hey Jude"                        | Clarah Passos         | Júlia Antonini   |
| 12       | Michél Teló     | 6     | Henrique Bonadio     | "Hey Jude"                        | Maria Alice Martins   |                  |

### Episódios 13 e 14: Tira Teima (29 de agosto a 5 de setembro de 2021)
Os oito definidos nas Batalhas vão ser divididos pelos técnicos em dois grupos de quatro, que cantarão em suas respectivas tardes. O técnico salva duas vozes em cada programa.
Legenda
| Episódio | Técnico         | Ordem | Competidor           | Canção                         | Resultado          |
| -------- | --------------- | ----- | -------------------- | ------------------------------ | ------------------ |
| 13       | Gaby Amarantos  | 1     | Clara Cintra         | "Don't Start Now"              | Eliminada          |
| 13       | Gaby Amarantos  | 2     | Izabelle Ribeiro     | "Falando Sério"                | Salva pela técnica |
| 13       | Gaby Amarantos  | 3     | Lua Brunetti         | "Superstition"                 | Salva pela técnica |
| 13       | Gaby Amarantos  | 4     | Mari Gonçalves       | "Menina Solta"                 | Eliminada          |
| 13       | Michél Teló     | 5     | Bianca Alves         | "Um Degrau Na Escada"          | Eliminada          |
| 13       | Michél Teló     | 6     | Gustavo Bardim       | "Shallow"                      | Salvo pelo técnico |
| 13       | Michél Teló     | 7     | Laís Menezes         | "Gostoso Demais"               | Salva pelo técnico |
| 13       | Michél Teló     | 8     | Paulinho Arretado    | "Asa Branca"                   | Eliminado          |
| 13       | Carlinhos Brown | 9     | Isabelly Sampaio     | "Desafinado"                   | Salva pelo técnico |
| 13       | Carlinhos Brown | 10    | João Vitor Kindel    | "Apenas mais uma de amor"      | Eliminado          |
| 13       | Carlinhos Brown | 11    | Lorena França        | "Foi pá pum"                   | Eliminado          |
| 13       | Carlinhos Brown | 12    | Sofia Farah          | "Brasil"                       | Salva pelo técnico |
|          |                 |       |                      |                                |                    |
| 14       | Carlinhos Brown | 1     | Allonso Pieroni      | "É o amor"                     | Eliminado          |
| 14       | Carlinhos Brown | 2     | Elis Cristine        | "Billie Jean"                  | Salva pelo técnico |
| 14       | Carlinhos Brown | 3     | Helloysa do Pandeiro | "Chiclete com Banana"          | Salva pelo técnico |
| 14       | Carlinhos Brown | 4     | Maria Alice Xavier   | "Tempo de Alegria"             | Eliminada          |
| 14       | Gaby Amarantos  | 5     | Evellyn Katzer       | "20 e Poucos Anos"             | Eliminada          |
| 14       | Gaby Amarantos  | 6     | Izadora Rodrigues    | "Medo Bobo"                    | Salva pela técnica |
| 14       | Gaby Amarantos  | 7     | Nicoly Lima          | "Leave the Door Open"          | Eliminada          |
| 14       | Gaby Amarantos  | 8     | Ruany Keven          | "Disk Me"                      | Salva pela técnica |
| 14       | Michel Teló     | 9     | Anna Clara Dias      | "Retrovisor"                   | Eliminada          |
| 14       | Michel Teló     | 10    | Henrique Bonadio     | "Crazy Train"                  | Salvo pelo técnico |
| 14       | Michel Teló     | 11    | Manu Ferraz          | "Dois Corações e Uma História" | Eliminada          |
| 14       | Michel Teló     | 12    | Maria Victória       | "Te Amar Foi Ilusão"           | Salva pelo técnico |

### Episódio 15: Shows ao Vivo, Quartas de Final (12 de setembro de 2021)
O público e os técnicos participam desta decisão, que deixará três vozes em cada time.
Legenda
| Ordem | Técnico         | Competidor           | Canção                                      | Resultado                |
| ----- | --------------- | -------------------- | ------------------------------------------- | ------------------------ |
| 1     | Carlinhos Brown | Elis Cristine        | "O Que é, O Que é?"                         | Eliminada                |
| 2     | Carlinhos Brown | Helloysa do Pandeiro | "Eu só quero um xodó"                       | Voto do público (37,55%) |
| 3     | Carlinhos Brown | Isabelly Sampaio     | "Avião"                                     | Salva pelo técnico       |
| 4     | Carlinhos Brown | Sofia Farah          | "I Don't Want to Miss a Thing"              | Salva pelo técnico       |
| 5     | Gaby Amarantos  | Izabelle Ribeiro     | "Nunca Pare de Sonhar (Sementes do Amanhã)" | Salva pela técnica       |
| 6     | Gaby Amarantos  | Izadora Rodrigues    | "Velha Roupa Colorida"                      | Salva pela técnica       |
| 7     | Gaby Amarantos  | Lua Brunetti         | "Born to Be Wild"                           | Eliminada                |
| 8     | Gaby Amarantos  | Ruany Keven          | "De Quem é a Culpa"                         | Voto do público (32,15%) |
| 9     | Michél Teló     | Gustavo Bardim       | "Disparada"                                 | Voto do público (47,88%) |
| 10    | Michél Teló     | Henrique Bonadio     | "Vou deixar"                                | Eliminado                |
| 11    | Michél Teló     | Laís Menezes         | "Sabiá"                                     | Salva pelo técnico       |
| 12    | Michél Teló     | Maria Victória       | "Se Deus me ouvisse"                        | Salva pelo técnico       |

### Episódio 16: Shows ao Vivo, semifinal (19 de setembro de 2021)
| Ordem | Técnico         | Competidor           | Canção                 | Resultado                |
| ----- | --------------- | -------------------- | ---------------------- | ------------------------ |
| 1     | Gaby Amarantos  | Izabelle Ribeiro     | "Tente Outra Vez"      | Salva pela técnica       |
| 2     | Gaby Amarantos  | Izadora Rodrigues    | "Telefone Mudo"        | Eliminada                |
| 3     | Gaby Amarantos  | Ruany Keveny         | "Pesadão"              | Voto do público (35,58%) |
| 4     | Carlinhos Brown | Helloysa do Pandeiro | "Aquarela Nordestina"  | Voto do público (42,65%) |
| 5     | Carlinhos Brown | Isabelly Sampaio     | "Samba de Uma Nota Só" | Salva pelo técnico       |
| 6     | Carlinhos Brown | Sofia Farah          | "Chandelier"           | Eliminada                |
| 7     | Michél Teló     | Gustavo Bardim       | "Thinking Out Loud"    | Voto do público (50,85%) |
| 8     | Michél Teló     | Laís Menezes         | "Forró do Xenhenhem"   | Eliminada                |
| 9     | Michél Teló     | Maria Victória       | "Você Mudou"           | Salva pelo técnico       |

| Ordem | Artistas                            | Canção            |
| ----- | ----------------------------------- | ----------------- |
| 1     | Clara Dantas e Edu Lima Sanfoneiro  | "Não chores mais" |
| 2     | Maria Alice Xavier e Kaori Yokota   | "Velha Infância"  |
| 3     | Paulinho Arretado e Anna Clara Dias | "Todos Juntos"    |

### Episódio 17: Shows ao Vivo, Final (26 de setembro de 2021)
Legenda
| Ordem | Técnico         | Competidor           | Canção           | Resultado                |
| ----- | --------------- | -------------------- | ---------------- | ------------------------ |
| 1     | Gaby Amarantos  | Izabelle Ribeiro     | "Como Vai Você?" | Voto do público (57,45%) |
| 2     | Gaby Amarantos  | Ruany Keveny         | "Regime Fechado" | Eliminada                |
| 3     | Carlinhos Brown | Helloysa do Pandeiro | "Baião"          | Voto do público (56,58%) |
| 4     | Carlinhos Brown | Isabelly Sampaio     | "Madalena"       | Eliminada                |
| 5     | Michél Teló     | Gustavo Bardim       | "Yesterday"      | Voto do público (59,57%) |
| 6     | Michél Teló     | Maria Victória       | "Pense em Mim"   | Eliminada                |

#### Rodada Final
– Participante vencedora
     – Participante finalista
| Ordem | Técnico         | Competidor           | Canção                              | Resultado         |
| ----- | --------------- | -------------------- | ----------------------------------- | ----------------- |
| 1     | Michél Teló     | Gustavo Bardim       | "Como É Grande o Meu Amor Por Você" | Vencedor (65,38%) |
| 2     | Carlinhos Brown | Helloysa do Pandeiro | "De Volta pro Aconchego"            | Finalista         |
| 3     | Gaby Amarantos  | Izabelle Ribeiro     | "Maria, Maria"                      | Finalista         |

| Ordem | Artistas                                                             | Canção                  |
| ----- | -------------------------------------------------------------------- | ----------------------- |
| 1     | Gaby Amarantos e seu time (Izabelle Ribeiro e Ruany Keven)           | "Tic, Tic Tac"          |
| 2     | Carlinhos Brown e seu time (Helloysa do Pandeiro e Isabelly Sampaio) | "O Desequilibrado"      |
| 3     | Michél Teló e seu time (Gustavo Bardim e Maria Victória)             | "A Minha Vida (My Way)" |
| 4     | Vencedor: Gustavo Bardim                                             | "Vida Vazia"            |

## Resultados
Legenda
Times
| - Time Brown - Time Teló - Time Gaby |

Detalhes dos resultados
| - Vencedor - Finalista - Artista foi salvo pelo seu técnico - Artista foi salvo pelo voto do público - Artista não se apresentou - Artista foi eliminado - Artista avançou para a final da temporada - Artista recebeu menos pontos e foi eliminado |

| Artista | Artista              | Semana 1  | Semana 2               | Semana 3               | Semana 4               | Semana 5               |
| ------- | -------------------- | --------- | ---------------------- | ---------------------- | ---------------------- | ---------------------- |
|         | Gustavo Bardim       | Salvo     |                        | Salvo                  | Salvo                  | Vencedor (Final)       |
|         | Helloysa do Pandeiro |           | Salvo                  | Salvo                  | Salvo                  | Finalistas (Final)     |
|         | Izabelle Ribeiro     | Salvo     |                        | Salvo                  | Salvo                  | Finalistas (Final)     |
|         | Ruany Keven          |           | Salvo                  | Salvo                  | Salvo                  | Eliminados (Semana 17) |
|         | Maria Victória       |           | Salvo                  | Salvo                  | Salvo                  | Eliminados (Semana 17) |
|         | Isabelly Sampaio     | Salvo     |                        | Salvo                  | Salvo                  | Eliminados (Semana 17) |
|         | Sofia Farah          | Salvo     |                        | Salvo                  | Eliminada              | Eliminados (Semana 16) |
|         | Laís Menezes         | Salvo     |                        | Salvo                  | Eliminada              | Eliminados (Semana 16) |
|         | Izadora Rodrigues    |           | Salvo                  | Salvo                  | Eliminada              | Eliminados (Semana 16) |
|         | Elis Cristine        |           | Salvo                  | Eliminado              | Eliminados (Semana 15) | Eliminados (Semana 15) |
|         | Lua Brunetti         | Salvo     |                        | Eliminado              | Eliminados (Semana 15) | Eliminados (Semana 15) |
|         | Henrique Bonadio     |           | Salvo                  | Eliminado              | Eliminados (Semana 15) | Eliminados (Semana 15) |
|         | Allonso Pieroni      |           | Salvo                  | Eliminados (Semana 14) | Eliminados (Semana 14) | Eliminados (Semana 14) |
|         | Manu Ferraz          |           | Eliminado              | Eliminados (Semana 14) | Eliminados (Semana 14) | Eliminados (Semana 14) |
|         | Evellyn Katzer       |           | Eliminado              | Eliminados (Semana 14) | Eliminados (Semana 14) | Eliminados (Semana 14) |
|         | Nicoly Lima          |           | Eliminado              | Eliminados (Semana 14) | Eliminados (Semana 14) | Eliminados (Semana 14) |
|         | Ana Clara Dias       |           | Eliminado              | Eliminados (Semana 14) | Eliminados (Semana 14) | Eliminados (Semana 14) |
|         | Maria Alice Xavier   |           | Eliminado              | Eliminados (Semana 14) | Eliminados (Semana 14) | Eliminados (Semana 14) |
|         | Mari Gonçalves       | Eliminada | Eliminados (Semana 13) | Eliminados (Semana 13) | Eliminados (Semana 13) | Eliminados (Semana 13) |
|         | João Vitor Kindel    | Eliminado | Eliminados (Semana 13) | Eliminados (Semana 13) | Eliminados (Semana 13) | Eliminados (Semana 13) |
|         | Paulinho Arretado    | Eliminado | Eliminados (Semana 13) | Eliminados (Semana 13) | Eliminados (Semana 13) | Eliminados (Semana 13) |
|         | Bianca Alves         | Eliminada | Eliminados (Semana 13) | Eliminados (Semana 13) | Eliminados (Semana 13) | Eliminados (Semana 13) |
|         | Lorena França        | Eliminada | Eliminados (Semana 13) | Eliminados (Semana 13) | Eliminados (Semana 13) | Eliminados (Semana 13) |
|         | Clara Cintra         | Eliminada | Eliminados (Semana 13) | Eliminados (Semana 13) | Eliminados (Semana 13) | Eliminados (Semana 13) |

## Times
Legenda
     – Vencedor(a)
     – Finalista
     – Eliminado(a) na final
     – Eliminado(a) na semifinal
     – Eliminado(a) nas quartas de final
     – Eliminado(a) no Tira Teima
     – Eliminado(a) na rodada de batalhas
| Técnicos              | Artistas           | Artistas            | Artistas          | Artistas |
| --------------------- | ------------------ | ------------------- | ----------------- | -------- |
| Gaby                  |                    |                     |                   |          |
| Izabelle Ribeiro      | Ruany Keven        | Izadora Rodrigues   | Lua Brunetti      |          |
| Evellyn Katzer        | Nicoly Lima        | Clara Cintra        | Mari Gonçalves    |          |
| Ana Carolina Floriano | Babi Mello         | Elana Rei           | Luana Mello       |          |
| Luísa Simões          | Bel Moura          | Rafa Chagas         | Helena Bemelmans  |          |
| Bia Dourado           | Bia Miranda        | Edu Lima Sanfoneiro | Jhonny Diniz      |          |
| Clara Dantas          | Luci Hofs          | Mariane Reis        | Marina Duarte     |          |
| Brown                 |                    |                     |                   |          |
| Helloysa do Pandeiro  | Isabelly Sampaio   | Sofia Farah         | Elis Cristine     |          |
| Allonso Pieroni       | Maria Alice Xavier | João Vitor Kindel   | Lorena França     |          |
| Camilla Souto         | Gyovanna Antunes   | Isa Luz             | Pedro Pires       |          |
| Heryene               | Mirella Vallandro  | Nicole Falcão       | Rayssa Rafaela    |          |
| Alice Braga           | Kaori Yokota       | Isadora Lázaro      | Bia Gurgel        |          |
| Anabella Moura        | Luna Mattos        | Sofia Cardoso       | Sophia Lara       |          |
| Teló                  |                    |                     |                   |          |
| Gustavo Bardim        | Maria Victória     | Laís Menezes        | Henrique Bonadio  |          |
| Anna Clara Dias       | Manu Ferraz        | Bianca Alves        | Paulinho Arretado |          |
| Clarah Passos         | Júlia Antonini     | Maria Alice Martins | Luiza Andrade     |          |
| Mel                   | Brenda Tesseroli   | Bryan Ferreira      | Pietro Rios       |          |
| Raissa Diniz          | João Arthur Brum   | Lipe Araújo         | Rafaela Carrer    |          |
| Valentina Corrêa      | Bruna Stavale      | Bryan Teles         | Davi Lucas        |          |
| Thiago Mendes         |                    |                     |                   |          |

## Audiência
- Os dados são providos pelo IBOPE e se referem ao público da Grande São Paulo.

| #                  | Episódio                        | Exibição original      | Audiência (Média consolidada) | Fonte  |
| ------------------ | ------------------------------- | ---------------------- | ----------------------------- | ------ |
| 1                  | Audições às Cegas, Parte 1      | 6 de junho de 2021     | 13,2                          | [ 3 ]  |
| 2                  | Audições às Cegas, Parte 2      | 13 de junho de 2021    | 11,4                          | [ 4 ]  |
| 3                  | Audições às Cegas, Parte 3      | 20 de junho de 2021    | 12,8                          | [ 5 ]  |
| 4                  | Audições às Cegas, Parte 4      | 27 de junho de 2021    | 11.2                          | [ 6 ]  |
| 5                  | Audições às Cegas, Parte 5      | 4 de julho de 2021     | 12.8                          | [ 7 ]  |
| 6                  | Audições às Cegas, Parte 6      | 11 de julho de 2021    | 10.6                          | [ 8 ]  |
| 7                  | Audições às Cegas, Parte 7      | 18 de julho de 2021    | 11.2                          | [ 9 ]  |
| 8                  | Audições às Cegas, Parte 8      | 25 de julho de 2021    | 12.5                          | [ 10 ] |
| 9                  | Batalhas, parte 1               | 1 de agosto de 2021    | 13.3                          | [ 11 ] |
| 10                 | Batalhas, parte 2               | 8 de agosto de 2021    | 10.2                          | [ 12 ] |
| 11                 | Batalhas, parte 3               | 15 de agosto de 2021   | 11.9                          | [ 13 ] |
| 12                 | Batalhas, parte 4               | 22 de agosto de 2021   | 9.9                           | [ 14 ] |
| 13                 | Tira Teima, parte 1             | 29 de agosto de 2021   | 13.9                          | [ 15 ] |
| 14                 | Tira Teima, parte 2             | 5 de setembro de 2021  | 11.2                          | [ 16 ] |
| 15                 | Shows ao Vivo, quartas de final | 12 de setembro de 2021 | 12.5                          | [ 17 ] |
| 16                 | Shows ao Vivo, semifinal        | 19 de setembro de 2021 | 13.2                          | [ 18 ] |
| 17                 | Shows ao Vivo, final            | 26 de setembro de 2021 | 13.3                          | [ 19 ] |
| Média da Temporada | Média da Temporada              | Média da Temporada     | 12.06                         |        |